# Pechi Quiroga
Horacio Rodolfo Quiroga, conocido como Pechi (San Martín de los Andes, 17 de septiembre de 1954-Neuquén, 12 de octubre de 2019) fue un político argentino, intendente de la Ciudad de Neuquén y Diputado de la Nación Argentina por Neuquén.

## Carrera política
Comenzó su militancia en la Unión Cívica Radical (UCR). Fue elegido concejal de Neuquén entre 1987 y 1991, y entre 1995 y 1999, cuando fue elegido intendente de Neuquén por la Alianza, convirtiéndose en el primer intendente de la capital de la provincia que no pertenecía al Movimiento Popular Neuquino (MPN). Presentándose a una reelección en 2003.
En 2007 se presentó como candidato a gobernador de Neuquén, por la Concertación Neuquina (alianza entre el kirchnerismo y la UCR), quedó en segundo lugar tras el candidato del Movimiento Popular Neuquino (MPN), Jorge Sapag, se mantuvo la hegemonía de aquel en la provincia desde 1983. Fue designado, posterior a la elección, como Subsecretario de Relaciones Institucionales de la Cancillería del gobierno de Cristina Fernández de Kirchner, con rango de Embajador. En 2009 fue elegido diputado por la UCR.
En 2011 se presentó a su reelección como Intendente de Neuquén (como candidato de la alianza Nuevo Compromiso Neuquino). Dichas elecciones fueron muy cuestionadas, y Pablo Prezzoli denunció que el intendente Quiroga contrató de manera “oscura, discrecional y arbitraria” a la empresa encargada de implementar el voto electrónico en la ciudad, por lo que Quiroga podría haber usado esto para favorecer el resultado de las elecciones a intendente, siendo denunciado como elecciones fraudulentas.
En las elecciones de 2015 se presentó como candidato a gobernador, esta vez en una alianza entre la UCR y el PRO. Quiroga fue denunciado por desvío de subsidios, compensaciones, prórrogas de los contratos y supuestas maniobras para convertir en privadas licitaciones que deberían ser públicas, y acusado de favorecer a ciertos empresarios. También fue denunciado en lo penal desde el ARI por entender que cometió el delito de abuso de autoridad al convocar en la licitación para la construcción de la sede del Museo Nacional de Bellas Artes. Estudiantes universitarios presentaron una denuncia penal en su contra, acusándolo de incumplimiento de los deberes de funcionario público y abuso de autoridad.